# Roxana Daniela Dumitrescu
Roxana Daniela Dumitrescu (n. 27 iunie 1967, Urziceni, Ialomița, România) este o scrimeră română specializată pe floretă, laureată cu bronz olimpic pe echipe la Barcelona 1992. A fost campioană a României la individual în 1990 și pe echipe cu CSA Steaua București din 1986 pană în 1993. Pentru aceste realizări a fost numită maestru a sportului în 1991 și maestru emerit a sportului în 1992.

## Legături externe
- Roxana Daniela Dumitrescu la Comitetul Olimpic și Sportiv Român (arhivat)
- en  Roxana Daniela Dumitrescu la Sports-Reference.com (arhivat la 1 aprilie 2020)